# 施瓦本貝希爾河
48°13′17″N 11°29′03″E / 48.22143°N 11.48429°E

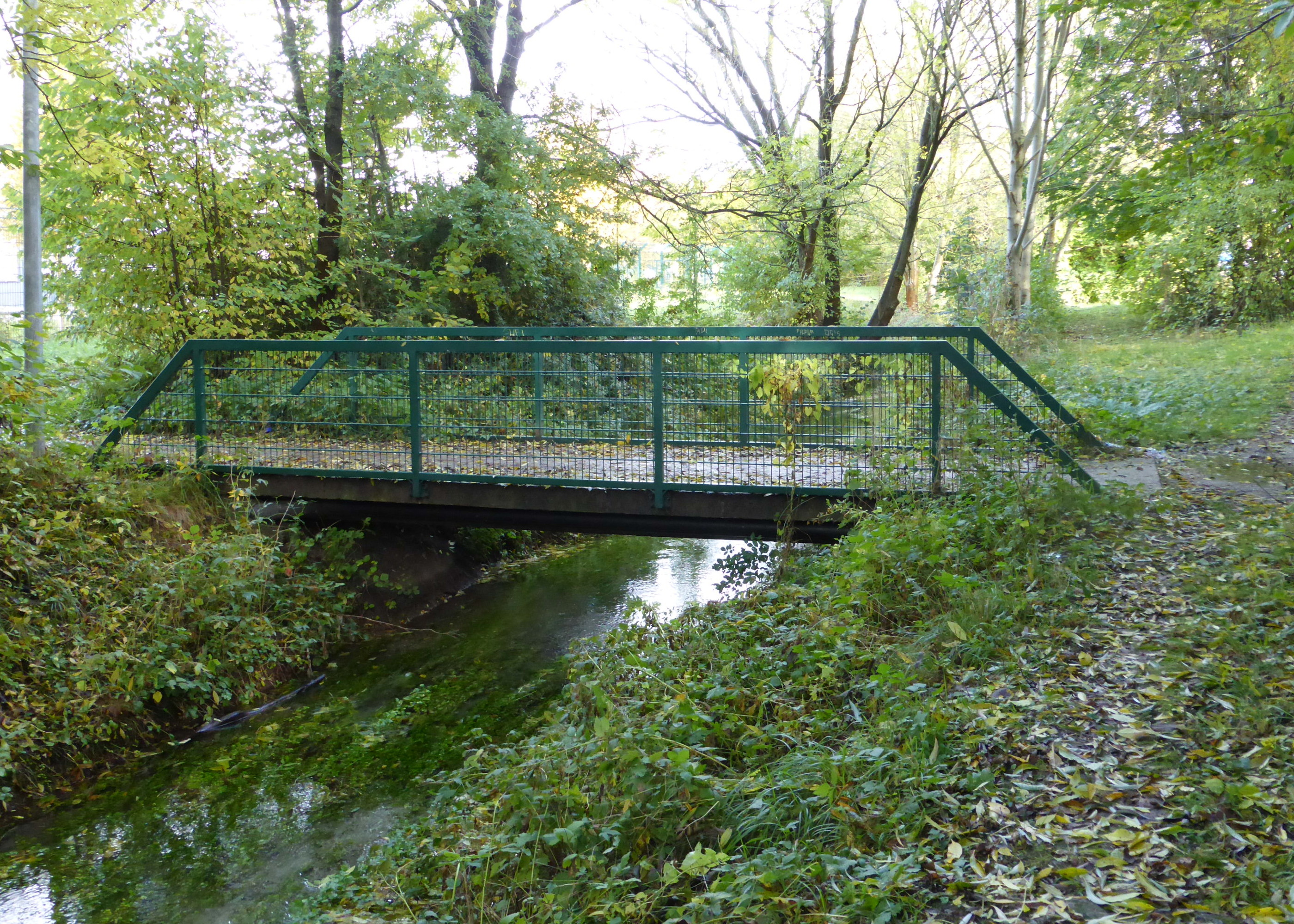

施瓦本貝希爾河是德國的河流，位於該國東南部，由巴伐利亞負責管轄，屬於維爾姆河的支流，河道全長2.9公里，流經費爾德莫興-哈森貝格爾。